# Омелянович-Павленко Михайло Володимирович
Миха́йло Володи́мирович Омеляно́вич-Павле́нко (8 (20) грудня 1878, Тифліс, Російська імперія — 29 травня 1952, Париж, Франція) — визначний український діяч, генерал-полковник Армії УНР, український воєначальник, до 1917 року полковник російської армії, за доби УНР — генерал армії УНР, Начальний командант УГА. Командував операціями Зимового походу (1920 року). Брат Івана Омеляновича-Павленка.
Відповідно до українського законодавства може бути зарахований до борців за незалежність України у ХХ сторіччі.

## Життєпис

### Батьки
Народився у Тифлісі (нині Тбілісі, Грузія (тоді Тифліська губернія, Російська імперія) у дворянській родині. Батько — Володимир Омелянович Павленко — генерал від артилерії, син Омеляна Павленка — сотника Задунайського козацтва, яке у 1829 році повернулося з Османської імперії до Російської імперії. Мати Олександра походила з роду грузинських князів Русієвих-Курцебашвілі.

### Початок військової служби
Закінчив Омський кадетський корпус, Павловське військове училище. В чині підпоручника 1900 року почав службу у лейб-гвардійському Волинському полку, склад якого комплектувався з правобережних українців та дислокувався у Варшаві.

### Участь у російсько-японській війні
Під час російсько-японської війни 1904—1905 років поручник Михайло Павленко пішов на фронт добровольцем. Служив у розвідувальному підрозділі, брав участь у боях під Мукденом, Цзаарну, Баотайцзи. Дістав контузію й був змушений повернутися до Варшави. У 1905 р. Михайло Павленко написав посібник для старшин. Працю високо оцінили, й заохочений автор незабаром написав ще три книжки, які підписував «Омелянович-Павленко». Таке було своєрідне пошанування пам'яті діда-козака. У 1910 році Омелянович-Павленко закінчив Академію Генерального штабу. Перед Першою світовою війною керував Другою Одеською школою прапорщиків.

### Перша світова війна
Початок першої світової війни капітан Михайло Омелянович-Павленко зустрів як командир роти Лейб-гвардії Волинського полку, на чолі якої він і виступив 27 липня 1914 року на фронт. Справжня війна для них почалася 28 вересня 1914 р., коли полк зайняв позиції навколо селища Ґура Кальварія на Віслі. Разом з полком брав участь у боях під містами Ловеч та Турек. Бився відмінно: за бій на переправі у Гурі Кальварії командир першого батальйону волинців отримав орден Святого Володимира III ступеня, а в листопаді 1914 р., піднявши своїх солдатів у багнетну атаку в районі Лодзь — Торуні, Омелянович-Павленко «заробив» поранення і офіцерський орден Святого Георгія IV ступеня. Поранення в плече, яке отримав Омелянович-Павленко 1 листопада у цьому бою виявилося важким (проблеми з рукою далися взнаки все життя). Переніс операцію, довго лікувався у шпиталі. Після боїв у Польщі підвищили до звання полковника та призначили черговим штаб-офіцером штабу 2-го Гвардійського корпусу. Він повернувся на фронт, але під час боїв на річці Стохід навесні-влітку 1916 р. захворів на тиф і був евакуйований. Перенесена хвороба допоможе йому через три роки, коли українська армія згоратиме від епідемії, організм Михайла вже матиме імунітет. Одужавши, Омелянович-Павленко перейшов на військово-педагогічну роботу спочатку у Петрограді, а з листопада 1916  року — начальником 2-ї Одеської школи прапорщиків. На цій посаді і застала полковника Михайла Омеляновича-Павленка Лютнева революція 1917 р.

### Створення Українських Збройних сил
В Одесі став керівником гуртка юнкерів-українців. А на початку травня 1917 року вже очолив українську військову маніфестацію. Відтоді й до кінця життя Михайло Омелянович-Павленко, який народився й виріс поза межами України і не знав української мови, щиро й назавжди пов'язав свою долю з Україною.
У червні 1917 року ще ненадовго відряджений на фронт, але вже восени він — начальник військової залоги Катеринослава. Тут він став одним з організаторів Вільного козацтва — добровільної національної мілітарної організації, а також Катеринославського гайдамацького куреня — частини, сформованої з військовослужбовців-українців російської армії.
Наприкінці 1917 року полковник Омелянович-Павленко прибув до Києва — у розпорядження Військового міністерства Центральної Ради. Там він одержав призначення на посаду військового представника Центральної Ради при штабі Одеської військової округи. А незабаром обійняв посаду члена комісії з демобілізації Румунського фронту російської армії.
У час Гетьманату Павла Скоропадського був підвищений до звання генерал-хорунжого (відповідало званню генерал-майора колишньої російської армії) і призначений у Полтаву на посаду начальника 11-ї пішої дивізії. Однак згодом, Омеляновича-Павленка усунули від керівництва дивізією, й він зайнявся формуванням Вільного козацтва на Катеринославщині.
Коли наприкінці 1918 року вибухнуло антигетьманське повстання, не бажаючи брати участі в протистоянні між Павлом Скоропадським та Директорією УНР, виїхав до ЗУНР і 10 грудня 1918 року очолив Галицьку армію.

### Визвольні змагання

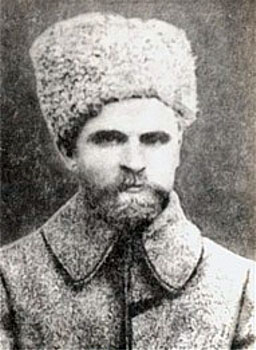
Михайло Омелянович-Павленко

Уряд Директорії та вище командування Армії УНР після наради в Ялтушкові, 7.11.1920 р.
Перший ряд: Іван Омелянович-Павленко (1), Симон Петлюра (2), Михайло Омелянович-Павленко (3), Гаврило Базильський (4).
Другий ряд: Андрій Лівицький (5), Олександр Саліковський (6).
Третій ряд: Євген Архипенко (7), Олександр Удовиченко (8), Олексій Галкин (9), Олександр Загродський (10), Пінхас Красний (11), Марко Безручко (12), Андрій Долуд (13), Петро Ліпко (14), Андрій Гулий-Гуленко (15), Сергій Тимошенко (16)

Кінцем квітня — початком травня 1919 року Головнокомандувач Галицької армії М. Омелянович-Павленко та начальник штабу Віктор Курманович подали рапорти про свою відставку, одначе Президент ЗУНР Є.Петрушевич її не прийняв.
На службі ЗУНР перебував до 7 червня 1919 року, коли Галицька армія, потерпаючи в протистоянні з польськими частинами від нестачі озброєння й медикаментів, відійшла до Збруча — на кордон зі Східною Україною. Генерал повернувся в розпорядження штабу Дієвої армії УНР.
Об'єднані Галицька та Дієва армія УНР у липні 1919 року почали спільний переможний похід на Київ — Одесу. Зламавши спротив російських більшовицьких формувань, українські війська швидко досягли столиці, де зустрілися зі ще однією російською армією — білогвардійцями генерала А. Денікіна, які, проте, не відважилися вступати у відкритий конфлікт.
8 вересня 1919 року він став командувачем Запорізької групи — одного з найкращих з'єднань Дієвої армії УНР, на чолі якого вже невдовзі почав боротьбу з білогвардійцями.
29 вересня 1919 року призначений командиром Запорізького корпусу, а на початку грудня — командувачем Армії УНР. Восени 1919 року внаслідок політичних та військових помилок українського керівництва Галицька армія та Дієва армія УНР були змушені вступити у війну на кілька фронтів: проти червоних, білогвардійців та нейтрально-ворожих поляків. На додачу до всього спалахнула епідемія тифу, а уряди Антанти відмовилися пропускати до УНР закуплені за кордоном ліки. Українські війська швидко танули. За таких умов Галицька армія пішла на мирну угоду з білогвардійцями, а Дієва армія УНР опинилася в так званому «трикутнику смерті» — на невеличкому клаптику території поблизу містечок Чуднів та Любар (нині Житомирська область). Перед командуванням військ УНР постав вибір: або перейти на польську територію та інтернуватися, або долучитися до Галицької армії й шукати компроміс із більшовиками, або продовжувати боротьбу. Головний отаман Симон Петлюра та більшість політичного проводу обрали перший шлях і виїхали до Польщі. Дехто пішов на співпрацю з більшовиками та білими. Й лише Василь Тютюнник, тоді — командувач Дієвої армії УНР, уже тяжко хворий на тиф, запропонував переформувати Дієву армію УНР у партизанські з'єднання й пройти ними рейдом по українській території, зайнятій білими та червоними військами, а навесні підняти повстання. В. Тютюнника активно підтримав М. Омелянович-Павленко, котрий, як старший за званням, зважаючи на хворобу В. Тютюнника, перебрав посаду командарма Армії УНР.
Зимовий похід (як згодом його стали називати в історичних документах) почався 6 грудня 1919 року. Близько 5 тисяч бійців Армії УНР, долаючи спротив білих військ, прорвали фронт та вирушили до столиці. Діставшись до Київщини, Армія УНР змогла відпочити, одягнутись і позбутися наслідків епідемії — вояки були готові до подальшої боротьби. З лютого 1920 року почалися бої з червоними, що на той час уже витіснили білогвардійців.
Тим часом у Варшаві Симон Петлюра уклав із польським урядом мирну угоду, яка передбачала створити польсько-український військовий союз проти Радянської Росії. Поблизу Кам'янця-Подільського та в Бересті почали формувати нові українські дивізії. Армія УНР, яка на чолі з Омеляновичем-Павленком за п'ять місяців Зимового походу пройшла 2500 км, 6 травня 1920 року перетнула лінію радянських військ і з'єдналася з польсько-українським фронтом. Зважаючи на велику популярність генерала, Головний отаман С. Петлюра залишив його на посаді командувача Армії УНР, до складу якої ввійшли тепер не лише частини партизанського рейду, а й новостворені українські війська. З'єднання УНР зайняли крайній правий фланг спільного польсько-українського фронту — в районі Кам'янця-Подільського, маючи в тилу річку Дністер, по якій проходив кордон із Румунією. Деякий час боротьба з червоними йшла успішно: союзникам навіть вдалося відбити Київ і в травні 1920 року пройти урочистим парадом по Хрещатику. Рятуючи ситуацію, радянське командування перекинуло в Україну 1-шу Кінну армію Будьонного, під навалою якої українські й польські війська відступили аж до Замостя.
31 травня 1920 року був підвищений до звання Генерал-поручника.
Польща була знекровлена й у жовтні 1920 року уклала з Радянською Росією перемир'я. Армія УНР фактично залишилася наодинці проти всіх радянських військ. Термін перемир'я сплив у ніч проти 11 листопада — й одразу по тому почалася гарматна канонада й наступ радянських військ. Одинадцять днів точилася запекла боротьба Армії УНР під проводом Михайла Омеляновича-Павленка з більшовиками. Але, зважаючи на значну перевагу ворога в силах, українські війська 21 листопада 1920 року відступили на польську територію. Армію УНР інтернували на польській території та роззброїли.

### Діяльність в еміграції

Михайло Омелянович-Павленко серед старшин 14 Дивізії військ СС «Галичина» на першому курсі в Лешанах (Чехія), 26 вересня 1943 року

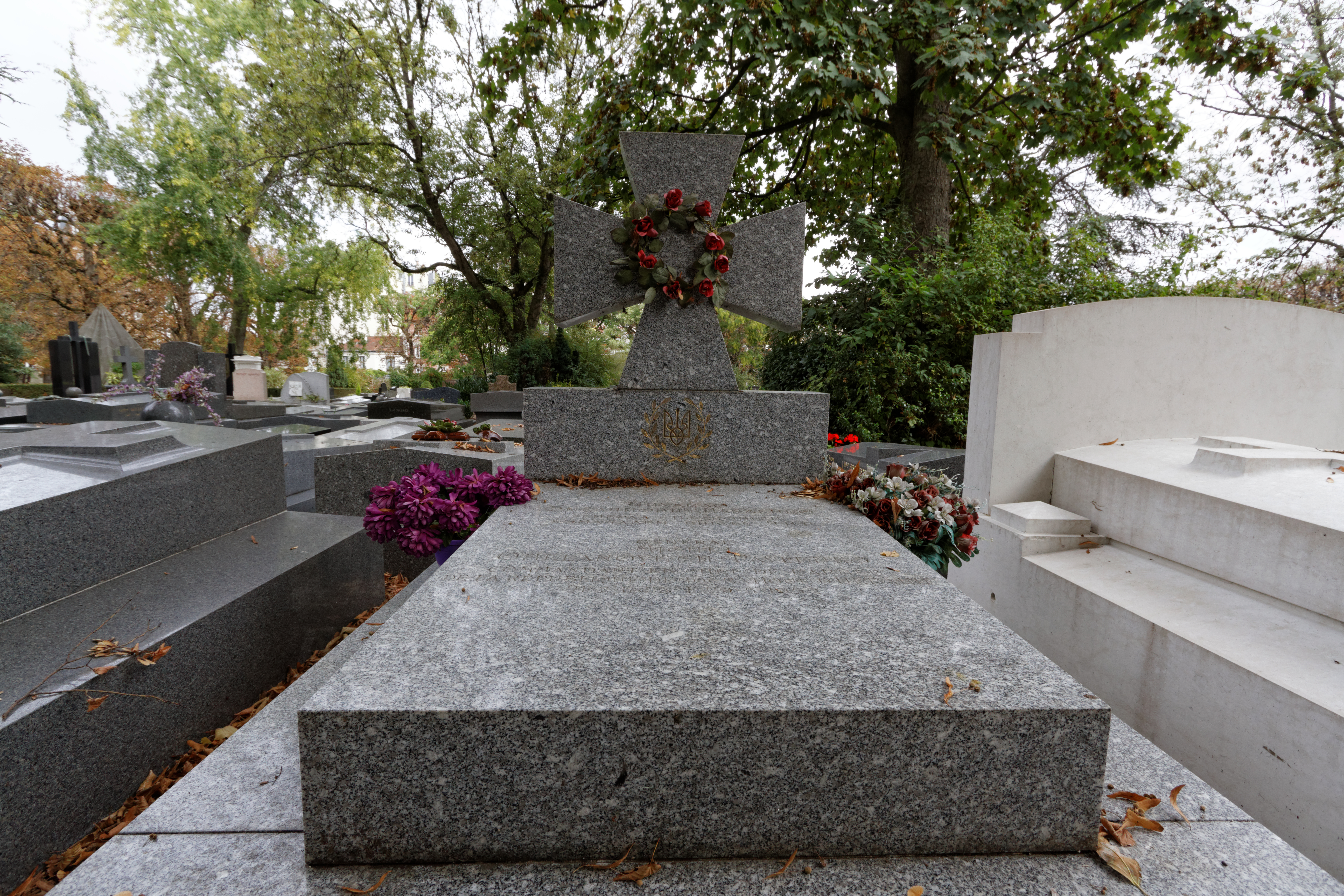
Могила Омеляновича-Павленка на цвинтарі Пер-Лашез, ділянка № 88

Наприкінці 1921 року генерал Омелянович-Павленко, на вимогу уряду Польщі, на яку тиснуло керівництво Радянського Союзу, виїхав до Праги.
Тут, в еміграції, генерал написав кілька книжок спогадів та військово-теоретичних посібників. Омелянович-Павленко — автор праць «Українсько-польська війна 1918—1919 рр.» (1929), «Зимовий похід» (1934) і спогадів «На Україні» (1930, 1935). Він мав добрі взаємини з усіма українськими емігрантськими військово-політичними організаціями, проте найбільше підтримував стосунки з військовою еміграцією УНР і керівниками УВО-ОУН (Української військової організації та Організації українських націоналістів).
З початком Другої світової війни виникли сподівання на реалізацію українського державного проєкту за підтримки Німеччини — ворога СРСР.
29 червня 1941 року М. Омелянович-Павленко взяв участь у з'їзді комбатантських організацій, скликаному в Кракові силами ОУН. Було створено Воєнно-історичну раду (фактично — генеральний штаб), а також Генеральну раду комбатантів, яку генерал і очолив. Ця рада ввійшла у зв'язок із керівництвом нацистської Німеччини з пропозицією створити українські збройні сили. Згодом Омелянович-Павленко очолив Українське Визвольне Військо. Коли почали формувати 14-ту дивізію військ СС «Галичина», Омелянович-Павленко хоч і підтримував тісні стосунки з її добровольцями, але участі в комплектуванні з'єднання не брав.
У 1942—1944 роках М. Омелянович-Павленко очолював Українське Вільне Козацтво.
Коли радянські війська вступили на територію Східної Європи, генерал виїхав із Чехословаччини до Західної Німеччини. Тут, в умовах загальної руїни, він почав збирати навколо себе всіх ветеранів і симпатиків УНР. 16 листопада 1945 року стараннями М.Омеляновича-Павленка та його товаришів створено Спілку українських вояків (СУВ) — ветеранську організацію, що мала на меті згуртувати українських ветеранів, які опинилися на територіях поза радянською окупацією. Фактично аж до кінця 1970-х років спілка була найвпливовішою українською організацією еміграції.
У 1945 році Михайло Володимирович переїхав до м. Берліна, посів пост міністра військових справ Уряду УНР в екзилі.
У 1947 році був підвищений до звання Генерал-полковник.
У 1950 році — переїжджає до Франції — через досі не з'ясовані політичні обставини.
Помер 29 травня 1952 року в Парижі, похований на кладовищі Пер-Лашез на ділянці № 88.

## Вшанування пам'яті

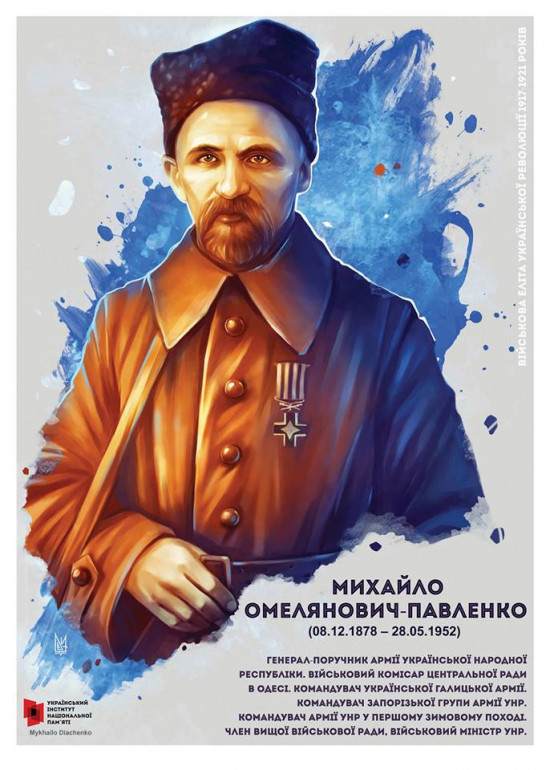
Михайло Омелянович-Павленко

- Вулиці, названі на честь Михайла Омеляновича-Павленка, існують у багатьох населених пунктах України — в тому числі, у Києві, Вінниці, Дніпрі, Миколаєві, Первомайську, Вознесенську.
- 8 грудня 2018 року на державному рівні в Україні відзначається пам'ятна дата — 140 років з дня народження Михайла Омеляновича-Павленка (1878—1952), військового діяча, генерал-полковника Армії УНР.[2] Попри те, що 8 грудня це дата народження за юліанським календарем. Правильна дата народження - 20 грудня.